# I Promised Myself
I Promised Myself är en singel av Nick Kamen från hans album Move Until We Fly från 1990.

## Låtlista
- 12-inch maxi single (1990)

1. "I Promised Myself" (Extended Version) – 5:40
2. "I Promised Myself" (Single Version) – 3:55
3. "You Are"	– 3:58

## Listplaceringar
| Lista (1990–1991)                            | Högsta position |
| -------------------------------------------- | --------------- |
| Österrike (Ö3 Austria Top 40)                | 1               |
| Belgien (Ultratop 50 Flandern)               | 5               |
| Europe (Eurochart Hot 100 Singles)           | 3               |
| Frankrike (SNEP)                             | 11              |
| Finland (Finlands officiella lista)          | 9               |
| Tyskland (Media Control AG)                  | 5               |
| Italien (Musica e dischi)                    | 8               |
| Nederländerna (Dutch Top 40)                 | 6               |
| Nederländerna (Mega Single Top 100)          | 4               |
| Spanien (AFYVE)                              | 2               |
| Sverige (Sverigetopplistan)                  | 1               |
| Schweiz (Swiss Music Charts)                 | 3               |
| Storbritannien (The Official Charts Company) | 50              |

## Certifikat
| Land                                    | Certifikat | Certifierat antal/Försäljning |
| --------------------------------------- | ---------- | ----------------------------- |
| Österrike (IFPI Austria)                | Guld       | 25 000                        |
| Sverige (GLF)                           | Guld       | 25 000                        |
| Tyskland (Bundesverband Musikindustrie) | Guld       | 250 000                       |